# ATP Challenger Moskau
Das ATP Challenger Moskau (offizieller Name: Hoff Open) war ein Tennisturnier in Moskau, das 2015 und 2016 ausgetragen wurde. Es war Teil der ATP Challenger Tour und wurde im Freien auf Sandplatz ausgetragen.

## Liste der Sieger

### Einzel
| Jahr | Sieger                  | Finalgegner | Ergebnis |
| ---- | ----------------------- | ----------- | -------- |
| 2016 | Michail Kukuschkin      | Steven Diez | 6:3, 6:3 |
| 2015 | Daniel Muñoz de la Nava | Radu Albot  | 6:0, 6:1 |

### Doppel
| Jahr | Sieger                          | Finalgegner                       | Ergebnis |
| ---- | ------------------------------- | --------------------------------- | -------- |
| 2016 | Facundo Argüello Roberto Maytín | Aleksandre Metreweli Dmitri Popko | 6:2, 7:5 |
| 2015 | Renzo Olivo Horacio Zeballos    | Julio Peralta Matt Seeberger      | 7:5, 6:3 |